# Agrochola ornatrix
Agrochola ornatrix är en fjärilsart som beskrevs av Jacob Hübner 1827. Agrochola ornatrix ingår i släktet Agrochola och familjen nattflyn. Inga underarter finns listade i Catalogue of Life.